# Corynoptera minima
Corynoptera minima är en tvåvingeart som först beskrevs av Johann Wilhelm Meigen 1818.  Corynoptera minima ingår i släktet Corynoptera och familjen sorgmyggor.
Artens utbredningsområde är Tyskland. Inga underarter finns listade i Catalogue of Life.